# 68–95–99,7-regeln

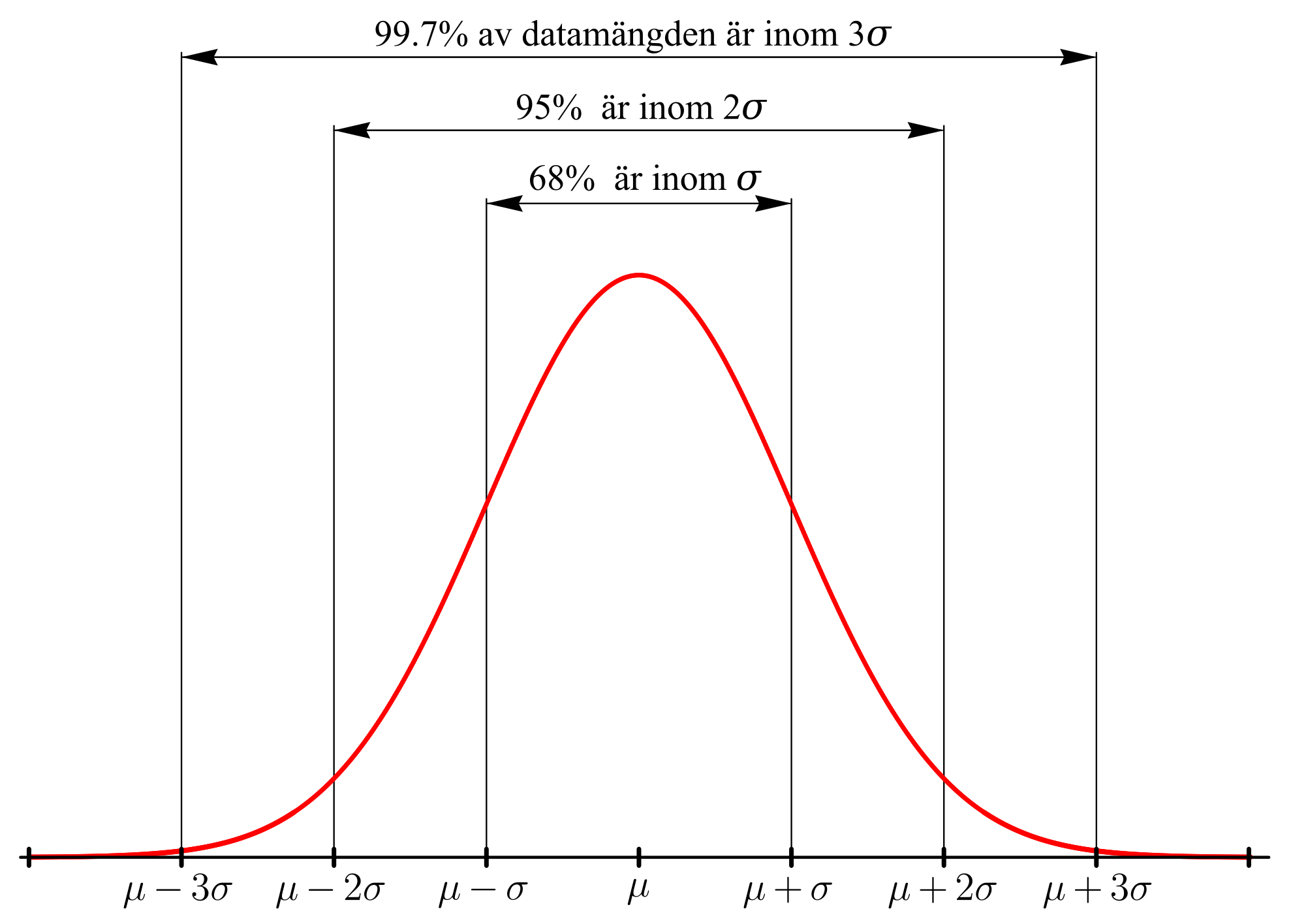
Normalfördelningen: värdena mindre än en standardavvikelse (σ) från medelvärdet (μ) utgör 68,27 % av datamängden; två standardavvikelser utgör 95,45 % av datamängden och värden inom tre standardavvikelser omfattar 99,73 % av datamängden.

Inom statistiken är 68–95–99,7-regeln en kortform för att göra det lättare att minnas de procenttal kring det aritmetiska medelvärdet för en normalfördelning som svarar mot en bredd av två, fyra och sex standardavvikelser, eller mera precist, där 68,27 %, 95,45 % respektive 99,73 % av värdena ligger inom en, två och tre standardavvikelser från medelvärdet.
Om X är en observation av en normalfördelad slumpvariabel, μ är fördelningens medelvärde och σ är dess standardavvikelse, kan detta skrivas med matematisk notation som
{\displaystyle {\begin{aligned}\Pr(\mu -\;\,\sigma \leq X\leq \mu +\;\,\sigma )&\approx 0,682689492137086\\\Pr(\mu -2\sigma \leq X\leq \mu +2\sigma )&\approx 0,954499736103642\\\Pr(\mu -3\sigma \leq X\leq \mu +3\sigma )&\approx 0,997300203936740\end{aligned}}}
Inom de empiriska vetenskaperna anger tresigma-regeln att "nästan alla" värden ligger inom tre standardavvikelser räknat från medelvärdet, det vill säga det är empiriskt meningsfullt att behandla en 99,7 % sannolikhet som "nästan säkert". Denna heuristiska användbarhet beror naturligtvis på den fråga som behandlas. Inom till exempelvis sociala vetenskaper kan ett resultat anses vara "signifikant" om graden av konfidens är av samma storlek som tvåsigma-effekten (95 %), medan det inom partikelfysik finns en konvention om att en femsigma-effekt (99,99994 % konfidens) krävs för att räknas som en "upptäckt".